# Campionat britànic de trial 2006
La temporada de 2006 del Campionat britànic de trial fou la 56a edició d'aquest campionat, organitzat per l'ACU. El calendari oficial constava de 7 proves puntuables.

## Classificació final
| Posició | Pilot              | Motocicleta | Punts |
| ------- | ------------------ | ----------- | ----- |
| 1       | Graham Jarvis      | Sherco      | 117   |
| 2       | Steve Colley       | Gas Gas     | 99    |
| 3       | Shaun Morris       | Gas Gas     | 97    |
| 4       | James Dabill       | Beta        | 84    |
| 5       | Michael Brown      | Beta        | 71    |
| 6       | Michael Phillipson | Beta        | 59    |
| 7       | Gary MacDonald     | Sherco      | 54    |
| 8       | Sam Connor         | Beta        | 41    |
| 9       | Mika Vesterinen    | Gas Gas     | 40    |
| 10      | Ian Austermuhle    | Beta        | 39    |